# Zygmunt Karol Stryjeński
Zygmunt Karol Stryjeński (Stryiński) (ur. 1784 Brzostowice woj. białostockie – zm. 1843 w Sobieskiej Woli) –
generał brygady powstania listopadowego.
Urodził się w starej rodzinie szlacheckiej wyznania ewangelicko-reformowanego. Służbę wojskową rozpoczął w roku 1800 w wojsku pruskim i walczył przeciwko Francji. W 1806 w stopniu porucznika pod Lubeką dostał się do niewoli i z niej przeszedł do armii Księstwa Warszawskiego jako kapitan w 6 pułku ułanów.
Wziął udział we wszystkich kampaniach 1809-1814, od austriackiej do obrony Paryża włącznie. Pułkownik z 1814. Po powrocie do kraju służył w Armii Królestwa Polskiego. Od 1815 szef sztabu Dywizji Strzelców Konnych.
W 1817 roku był marszałkiem sejmikowym powiatu tarnogrodzkiego województwa lubelskiego.
W czasie powstania listopadowego objął dowództwo Brygady Jazdy, a krótko po tym Dywizji Jazdy.
Stoczył kilka potyczek w walkach z kozakami. Niczym się nie odznaczył, przeniesiony na tyły jako organizator i dowódca rezerw jazdy. W ostatniej fazie powstania poddał się gen. Ridigerowi i zdał się na łaskę cara. Uzyskał dymisję ze służby i amnestię całkowitą.
Po dymisji gospodarował na swoim majątku Stryjna w pow. Krasnystaw. W małżeństwie ze swoją kuzynką Reginą ze Stryjeńskich (1796-1872) nie pozostawił potomstwa. Razem z żoną spoczywa na cmentarzu ewangelickim przy ul. Lipowej w Lublinie.
Był odznaczony polskim Orderem Virtuti Militari III klasy (1810), francuskimi Orderem Legii Honorowej IV i V klasy (1813 i 1812)
 oraz Orderem Zjednoczenia (1814), rosyjskim Orderem Świętej Anny II klasy i II klasy z koroną (1819 i 1829) oraz Znakiem Honorowym za 25 lat służby (1830).